# Стрелков, Владимир Дмитриевич
Владимир Дмитриевич Стрелков (22 января 1922, Кинешма — 9 ноября 1950, Кадиевка) — советский военный лётчик, командир звена 82-го гвардейского бомбардировочного авиационного Берлинского орденов Суворова и Кутузова полка 1-й гвардейской бомбардировочной авиационной Кировоградской Краснознамённой ордена Богдана Хмельницкого дивизии, 6-го гвардейского бомбардировочного авиационного Львовского Краснознамённого ордена Суворова авиационного корпуса, 2-й воздушной армии 1-го Украинского фронта. Герой Советского Союза (1945). На момент присвоения звания Героя — гвардии лейтенант, впоследствии — гвардии старший лейтенант.

## Биография
Родился 22 января 1922 года в городе Кинешма ныне Ивановской области в семье рабочего. Русский. Член ВКП(б)/КПСС с 1943 года. В 1940 году окончил среднюю школу № 4 (ныне — Лицей имени Д. А. Фурманова) и одновременно Кинешемский аэроклуб имени С. Леваневского.
В августе 1940 года был призван в Красную Армию и направлен в лётное училище. В 1941 году окончил Кировабадскую военную авиационную школу пилотов и был оставлен лётчиком-инструктором.
На фронтах Великой Отечественной войны с июля 1942 года. В составе 321-го (с марта 1943 года — 82-го гвардейского) бомбардировочного полка молодой лётчик на бомбардировщике Пе-2 громил врага на Западном, Калининском, Волховском, Северо-Западном, Воронежском, Степном фронтах. С первых вылетов показал себя отважным и умелым пилотом.
Под Ржевом был сбит, сел на вынужденную посадку на нейтральной полосе. Оправившись от травм, через 10 дней Стрелков вновь поднялся в небо. В бою над городом Великие Луки его Пе-2 был атакован тремя немецкими истребителями. Умело маневрируя, пилот уходил от вражеских атак и дал возможность стрелку и штурману сбить два «мессера». Третий сам ушёл из боя. От вылета к вылету росло мастерство лётчика. В третьей эскадрильи он стал одним из лучших, ему поручались наиболее ответственные задания, летал в самых сложных метеорологических условиях. Об отважном пилоте писали фронтовые газеты.
20 ноября 1943 года в очередном боевом вылете бомбардировщик Стрелкова был подожжён прямым попаданием вражеского зенитного снаряда, а лётчик получил ранения в грудь, спину, в левую руку и ногу. Несмотря на это, отважный пилот продолжил выполнение задания и сбросил бомбовый груз. Истекая кровью, теряя сознание от боли, привёл покалеченный самолёт на свой аэродром, по пути сбив атаковавший его истребитель. Только на земле Стрелков, не выпуская из рук рычагов управления, потерял сознание.
Более шести месяцев Стрелков находился на излечении, но полностью восстановить здоровье не удалось. Левая нога оставалась бездействующей: она была неподвижна в ступне и едва сгибалась в колене. При выписке из госпиталя медицинская комиссия признала Стрелкова негодным к лётной службе. После долгих усилий добился направления в родной полк на нелётную должность, надеясь найти там помощь и поддержку. С разрешения командира корпуса И. С. Полбина, после упорных тренировок и нескольких полётов с инструктором, отважный пилот доказал, что он способен и с одной здоровой ногой успешно водить самолёт на бомбежку.
В составе своего полка лейтенант Стрелков продолжал громить врага до победного мая 1945 года. Летал в небе Польши и Германии. Был в числе первых лётчиков, сбросивших бомбы на Берлин.
К концу войны гвардии лейтенант Стрелков совершил 146 боевых вылетов, нанеся противнику большой урон в живой силе и технике. Будучи инвалидом, он более 60 раз поднимал в воздух грозный бомбардировщик, из них 41 — в небе Германии. Его экипаж сбил в воздушных боях 5 самолётов противника.
С 1946 года гвардии старший лейтенант В. Д. Стрелков — в запасе. Жил и работал в городе Кинешма. Затем переехал в Кадиевку. Погиб 6 ноября 1950 года, попав под трамвай.

## Награды
- Указом Президиума Верховного Совета СССР от 27 июня 1945 года за образцовое выполнение заданий командования и проявленные мужество и героизм в боях с немецко-фашистскими захватчиками гвардии лейтенанту Стрелкову Владимиру Дмитриевичу присвоено звание Героя Советского Союза с вручением ордена Ленина и медали «Золотая Звезда» (№ 7889).
- Награждён орденами Красного Знамени, Отечественной войны 1-й степени, Красной Звезды, медалями.

## Память
- В родном городе именем Героя названа улица. У здания школы, в которой учился, установлен бюст.
- Похоронен Стрелков Владимир Дмитриевич на Украине в городе Стаханов (Кадиевка) Луганской области.